# 横山周窑址
横山周窑址，位于中华人民共和国浙江省丽水市云和县赤石乡，是浙江省省级文物保护单位之一。
2017年1月13日，横山周窑址被列入第七批浙江省文物保护单位，该文物保护单位是一座古遗址。